# Callythria
Callythria là một chi bướm đêm thuộc họ Geometridae.